# Noël au bordel
Noël au bordel (norvégien : Julaften i bordell) est un tableau du peintre expressionniste norvégien Edvard Munch réalisé en 1904.

## Contexte
Ce tableau a été achevé lors d'une période difficile pour Munch : la commande d'un portait (faite à Hambourg par le sénateur Holthusen, le beau père de Max Linde, le mécène de Munch) n'avait pas abouti en raison de désaccords.  Munch a pour cela souffert d'anxiété et s'est réfugié dans l'alcool.  Une visite dans un bordel de Lübeck a servi de prétexte au tableau, « une peinture light yet melancholy réalisée alors que les prostituées finissaient de décorer le sapin de Noël, ironique, sentimentale, impie » le tableau est interprété comme un commentaire sur le foyer bourgeois de Linde (où résidait alors Munch) mais aussi sur les « antécédents pieux de Munch ».
Comme d'autres peintures de cette période, on voit le lien qu'a Munch avec le Fauvisme. La prostitution a été un thème important pour Munch ; une chambre particulière dans un bordel allemand lui a inspiré plus tard une série de tableaux intitulée La Chambre verte.